# ISO 3166-2:SI

Eslovenia

ISO 3166-2:SI es la entrada para Eslovenia en ISO 3166-2, parte de los códigos de normalización ISO 3166 publicados por la Organización Internacional de Normalización (ISO), que define los códigos para los nombres de las principales subdivisiones (p.ej., provincias o estados) de todos los países codificados en ISO 3166-1.
En la actualidad, para Eslovenia los códigos ISO 3166-2 se definen para 212 municipios (občine).
Cada código consta de dos partes, separadas por un guion. La primera parte es SI, el código ISO 3166-1 alfa-2 para Eslovenia. La segunda parte tiene tres cifras, que definen el código municipal empleado por la Oficina de Estadística de la República de Eslovenia:
- 001–147 (excepto 145): concejos reconocidos de 1995 a 1998
- 148–193: concejos creados en 1998
- 194: municipio creado en 2002
- 195–206: concejos creados en marzo de 2006
- 207–211: concejos creados en junio de 2006
- 212–213: concejos creados en 2011

Los códigos para todos los grupos de concejos se asignaron en orden alfabético esloveno, excepto Tišina y Šalovci (cuyos códigos se asignaron según sus anteriores nombres, Cankova-Tišina y Hodoš Šalovci respectivamente), así como Rogašovci (del que su anterior ortografía era Rogačovci). Žalec, cuyo código municipal era 145, toma el 190 tras dividirse en múltiples municipios en 1998. Ankaran fue añadido en 2016.

## Códigos actuales
Los nombres de las subdivisiones se ordenan según el estándar ISO 3166-2 publicado por la Agencia de Mantenimiento ISO 3166 (ISO 3166/MA).
Los nombres de las subdivisiones se ordenan según el alfabeto esloveno: a-c, č, d-s, š, t-z, ž.
Pulsa sobre el botón en la cabecera para ordenar cada columna.
| Código | Nombre de la subdivisión (es)      | Nombre de la subdivisión (sl)             |
| ------ | ---------------------------------- | ----------------------------------------- |
| SI-001 | Ajdovščina                         | Občina Ajdovščina                         |
| SI-002 | Beltinci                           | Občina Beltinci                           |
| SI-003 | Bled                               | Občina Bled                               |
| SI-004 | Bohinj                             | Občina Bohinj                             |
| SI-005 | Borovnica                          | Občina Borovnica                          |
| SI-006 | Bovec                              | Občina Bovec                              |
| SI-007 | Brda                               | Občina Brda                               |
| SI-008 | Brezovica                          | Občina Brezovica                          |
| SI-009 | Brežice                            | Občina Brežice                            |
| SI-010 | Tišina                             | Občina Tišina                             |
| SI-011 | Celje                              | Mestna občina Celje                       |
| SI-012 | Cerklje na Gorenjskem              | Občina Cerklje na Gorenjskem              |
| SI-013 | Cerknica                           | Občina Cerknica                           |
| SI-014 | Cerkno                             | Občina Cerkno                             |
| SI-015 | Črenšovci                          | Občina Črenšovci                          |
| SI-016 | Črna na Koroškem                   | Občina Črna na Koroškem                   |
| SI-017 | Črnomelj                           | Občina Črnomelj                           |
| SI-018 | Destrnik                           | Občina Destrnik                           |
| SI-019 | Divača                             | Občina Divača                             |
| SI-020 | Dobrepolje                         | Občina Dobrepolje                         |
| SI-021 | Dobrova–Polhov Gradec              | Občina Dobrova - Polhov Gradec            |
| SI-022 | Dol pri Ljubljani                  | Občina Dol pri Ljubljani                  |
| SI-023 | Domžale                            | Občina Domžale                            |
| SI-024 | Dornava                            | Občina Dornava                            |
| SI-025 | Dravograd                          | Občina Dravograd                          |
| SI-026 | Duplek                             | Občina Duplek                             |
| SI-027 | Gorenja Vas-Poljane                | Občina Gorenja vas - Poljane              |
| SI-028 | Gorišnica                          | Občina Gorišnica                          |
| SI-029 | Gornja Radgona                     | Občina Gornja Radgona                     |
| SI-030 | Gornji Grad                        | Občina Gornji Grad                        |
| SI-031 | Gornji Petrovci                    | Občina Gornji Petrovci                    |
| SI-032 | Grosuplje                          | Občina Grosuplje                          |
| SI-033 | Šalovci                            | Občina Šalovci                            |
| SI-034 | Hrastnik                           | Občina Hrastnik                           |
| SI-035 | Hrpelje-Kozina                     | Občina Hrpelje - Kozina                   |
| SI-036 | Idrija                             | Občina Idrija                             |
| SI-037 | Ig                                 | Občina Ig                                 |
| SI-038 | Ilirska Bistrica                   | Občina Ilirska Bistrica                   |
| SI-039 | Ivančna Gorica                     | Občina Ivančna Gorica                     |
| SI-040 | Izola                              | Občina Izola                              |
| SI-041 | Jesenice                           | Občina Jesenice                           |
| SI-042 | Juršinci                           | Občina Juršinci                           |
| SI-043 | Kamnik                             | Občina Kamnik                             |
| SI-044 | Kanal                              | Občina Kanal                              |
| SI-045 | Kidričevo                          | Občina Kidričevo                          |
| SI-046 | Kobarid                            | Občina Kobarid                            |
| SI-047 | Kobilje                            | Občina Kobilje                            |
| SI-048 | Kočevje                            | Občina Kočevje                            |
| SI-049 | Komen                              | Občina Komen                              |
| SI-050 | Koper                              | Mestna občina Koper                       |
| SI-051 | Kozje                              | Občina Kozje                              |
| SI-052 | Kranj                              | Mestna občina Kranj                       |
| SI-053 | Kranjska Gora                      | Občina Kranjska Gora                      |
| SI-054 | Krško                              | Občina Krško                              |
| SI-055 | Kungota                            | Občina Kungota                            |
| SI-056 | Kuzma                              | Občina Kuzma                              |
| SI-057 | Laško                              | Občina Laško                              |
| SI-058 | Lenart                             | Občina Lenart                             |
| SI-059 | Lendava                            | Občina Lendava                            |
| SI-060 | Litija                             | Občina Litija                             |
| SI-061 | Liubliana                          | Mestna občina Ljubljana                   |
| SI-062 | Ljubno                             | Občina Ljubno                             |
| SI-063 | Ljutomer                           | Občina Ljutomer                           |
| SI-064 | Logatec                            | Občina Logatec                            |
| SI-065 | Loška Dolina                       | Občina Loška dolina                       |
| SI-066 | Loški Potok                        | Občina Loški Potok                        |
| SI-067 | Luče                               | Občina Luče                               |
| SI-068 | Lukovica                           | Občina Lukovica                           |
| SI-069 | Majšperk                           | Občina Majšperk                           |
| SI-070 | Maribor                            | Mestna občina Maribor                     |
| SI-071 | Medvode                            | Občina Medvode                            |
| SI-072 | Mengeš                             | Občina Mengeš                             |
| SI-073 | Metlika                            | Občina Metlika                            |
| SI-074 | Mežica                             | Občina Mežica                             |
| SI-075 | Miren-Kostanjevica                 | Občina Miren - Kostanjevica               |
| SI-076 | Mislinja                           | Občina Mislinja                           |
| SI-077 | Moravče                            | Občina Moravče                            |
| SI-078 | Moravske Toplice                   | Občina Moravske Toplice                   |
| SI-079 | Mozirje                            | Občina Mozirje                            |
| SI-080 | Murska Sobota                      | Mestna občina Murska Sobota               |
| SI-081 | Muta                               | Občina Muta                               |
| SI-082 | Naklo                              | Občina Naklo                              |
| SI-083 | Nazarje                            | Občina Nazarje                            |
| SI-084 | Nova Gorica                        | Mestna občina Nova Gorica                 |
| SI-085 | Novo Mesto                         | Mestna občina Novo mesto                  |
| SI-086 | Odranci                            | Občina Odranci                            |
| SI-087 | Ormož                              | Občina Ormož                              |
| SI-088 | Osilnica                           | Občina Osilnica                           |
| SI-089 | Pesnica                            | Občina Pesnica                            |
| SI-090 | Piran                              | Občina Piran                              |
| SI-091 | Pivka                              | Občina Pivka                              |
| SI-092 | Podčetrtek                         | Občina Podčetrtek                         |
| SI-093 | Podvelka                           | Občina Podvelka                           |
| SI-094 | Postojna                           | Občina Postojna                           |
| SI-095 | Preddvor                           | Občina Preddvor                           |
| SI-096 | Ptuj                               | Mestna občina Ptuj                        |
| SI-097 | Puconci                            | Občina Puconci                            |
| SI-098 | Rače-Fram                          | Občina Rače - Fram                        |
| SI-099 | Radeče                             | Občina Radeče                             |
| SI-100 | Radenci                            | Občina Radenci                            |
| SI-101 | Radlje ob Dravi                    | Občina Radlje ob Dravi                    |
| SI-102 | Radovljica                         | Občina Radovljica                         |
| SI-103 | Ravne na Koroškem                  | Občina Ravne na Koroškem                  |
| SI-104 | Ribnica                            | Občina Ribnica                            |
| SI-105 | Rogašovci                          | Občina Rogašovci                          |
| SI-106 | Rogaška Slatina                    | Občina Rogaška Slatina                    |
| SI-107 | Rogatec                            | Občina Rogatec                            |
| SI-108 | Ruše                               | Občina Ruše                               |
| SI-109 | Semič                              | Občina Semič                              |
| SI-110 | Sevnica                            | Občina Sevnica                            |
| SI-111 | Sežana                             | Občina Sežana                             |
| SI-112 | Slovenj Gradec                     | Mestna občina Slovenj Gradec              |
| SI-113 | Slovenska Bistrica                 | Občina Slovenska Bistrica                 |
| SI-114 | Slovenske Konjice                  | Občina Slovenske Konjice                  |
| SI-115 | Starše                             | Občina Starše                             |
| SI-116 | Sveti Jurij ob Ščavnici            | Občina Sveti Jurij ob Ščavnici            |
| SI-117 | Šenčur                             | Občina Šenčur                             |
| SI-118 | Šentilj                            | Občina Šentilj                            |
| SI-119 | Šentjernej                         | Občina Šentjernej                         |
| SI-120 | Šentjur                            | Občina Šentjur                            |
| SI-121 | Škocjan                            | Občina Škocjan                            |
| SI-122 | Škofja Loka                        | Občina Škofja Loka                        |
| SI-123 | Škofljica                          | Občina Škofljica                          |
| SI-124 | Šmarje pri Jelšah                  | Občina Šmarje pri Jelšah                  |
| SI-125 | Šmartno ob Paki                    | Občina Šmartno ob Paki                    |
| SI-126 | Šoštanj                            | Občina Šoštanj                            |
| SI-127 | Štore                              | Občina Štore                              |
| SI-128 | Tolmin                             | Občina Tolmin                             |
| SI-129 | Trbovlje                           | Občina Trbovlje                           |
| SI-130 | Trebnje                            | Občina Trebnje                            |
| SI-131 | Tržič                              | Občina Tržič                              |
| SI-132 | Turnišče                           | Občina Turnišče                           |
| SI-133 | Velenje                            | Mestna občina Velenje                     |
| SI-134 | Velike Lašče                       | Občina Velike Lašče                       |
| SI-135 | Videm                              | Občina Videm                              |
| SI-136 | Vipava                             | Občina Vipava                             |
| SI-137 | Vitanje                            | Občina Vitanje                            |
| SI-138 | Vodice                             | Občina Vodice                             |
| SI-139 | Vojnik                             | Občina Vojnik                             |
| SI-140 | Vrhnika                            | Občina Vrhnika                            |
| SI-141 | Vuzenica                           | Občina Vuzenica                           |
| SI-142 | Zagorje ob Savi                    | Občina Zagorje ob Savi                    |
| SI-143 | Zavrč                              | Občina Zavrč                              |
| SI-144 | Zreče                              | Občina Zreče                              |
| SI-146 | Železniki                          | Občina Železniki                          |
| SI-147 | Žiri                               | Občina Žiri                               |
| SI-148 | Benedikt                           | Občina Benedikt                           |
| SI-149 | Bistrica ob Sotli                  | Občina Bistrica ob Sotli                  |
| SI-150 | Bloke                              | Občina Bloke                              |
| SI-151 | Braslovče                          | Občina Braslovče                          |
| SI-152 | Cankova                            | Občina Cankova                            |
| SI-153 | Cerkvenjak                         | Občina Cerkvenjak                         |
| SI-154 | Dobje                              | Občina Dobje                              |
| SI-155 | Dobrna                             | Občina Dobrna                             |
| SI-156 | Dobrovnik                          | Občina Dobrovnik                          |
| SI-157 | Dolenjske Toplice                  | Občina Dolenjske Toplice                  |
| SI-158 | Grad                               | Občina Grad                               |
| SI-159 | Hajdina                            | Občina Hajdina                            |
| SI-160 | Hoče-Slivnica                      | Občina Hoče - Slivnica                    |
| SI-161 | Hodoš                              | Občina Hodoš                              |
| SI-162 | Horjul                             | Občina Horjul                             |
| SI-163 | Jezersko                           | Občina Jezersko                           |
| SI-164 | Komenda                            | Občina Komenda                            |
| SI-165 | Kostel                             | Občina Kostel                             |
| SI-166 | Križevci                           | Občina Križevci                           |
| SI-167 | Lovrenc na Pohorju                 | Občina Lovrenc na Pohorju                 |
| SI-168 | Markovci                           | Občina Markovci                           |
| SI-169 | Miklavž na Dravskem Polju          | Občina Miklavž na Dravskem polju          |
| SI-170 | Mirna Peč                          | Občina Mirna Peč                          |
| SI-171 | Oplotnica                          | Občina Oplotnica                          |
| SI-172 | Podlehnik                          | Občina Podlehnik                          |
| SI-173 | Polzela                            | Občina Polzela                            |
| SI-174 | Prebold                            | Občina Prebold                            |
| SI-175 | Prevalje                           | Občina Prevalje                           |
| SI-176 | Razkrižje                          | Občina Razkrižje                          |
| SI-177 | Ribnica na Pohorju                 | Občina Ribnica na Pohorju                 |
| SI-178 | Selnica ob Dravi                   | Občina Selnica ob Dravi                   |
| SI-179 | Sodražica                          | Občina Sodražica                          |
| SI-180 | Solčava                            | Občina Solčava                            |
| SI-181 | Sveta Ana                          | Občina Sveta Ana                          |
| SI-182 | Sveti Andraž v Slovenskih Goricah  | Občina Sveti Andraž v Slovenskih goricah  |
| SI-183 | Šempeter-Vrtojba                   | Občina Šempeter - Vrtojba                 |
| SI-184 | Tabor                              | Občina Tabor                              |
| SI-185 | Trnovska Vas                       | Občina Trnovska vas                       |
| SI-186 | Trzin                              | Občina Trzin                              |
| SI-187 | Velika Polana                      | Občina Velika Polana                      |
| SI-188 | Veržej                             | Občina Veržej                             |
| SI-189 | Vransko                            | Občina Vransko                            |
| SI-190 | Žalec                              | Občina Žalec                              |
| SI-191 | Žetale                             | Občina Žetale                             |
| SI-192 | Žirovnica                          | Občina Žirovnica                          |
| SI-193 | Žužemberk                          | Občina Žužemberk                          |
| SI-194 | Šmartno pri Litiji                 | Občina Šmartno pri Litiji                 |
| SI-195 | Apače                              | Občina Apače                              |
| SI-196 | Cirkulane                          | Občina Cirkulane                          |
| SI-197 | Kostanjevica na Krki               | Občina Kostanjevica na Krki               |
| SI-198 | Makole                             | Občina Makole                             |
| SI-199 | Mokronog-Trebelno                  | Občina Mokronog - Trebelno                |
| SI-200 | Poljčane                           | Občina Poljčane                           |
| SI-201 | Renče-Vogrsko                      | Občina Renče - Vogrsko                    |
| SI-202 | Središče ob Dravi                  | Občina Središče ob Dravi                  |
| SI-203 | Straža                             | Občina Straža                             |
| SI-204 | Sveta Trojica v Slovenskih Goricah | Občina Sveta Trojica v Slovenskih goricah |
| SI-205 | Sveti Tomaž                        | Občina Sveti Tomaž                        |
| SI-206 | Šmarješke Toplice                  | Občina Šmarješke Toplice                  |
| SI-207 | Gorje                              | Občina Gorje                              |
| SI-208 | Log-Dragomer                       | Občina Log - Dragomer                     |
| SI-209 | Rečica ob Savinji                  | Občina Rečica ob Savinji                  |
| SI-210 | Sveti Jurij v Slovenskih Goricah   | Občina Sveti Jurij v Slovenskih goricah   |
| SI-211 | Šentrupert                         | Občina Šentrupert                         |
| SI-212 | Mirna                              | Občina Mirna                              |
| SI-213 | Ankaran/Ancarano                   | Občina Ankaran                            |

## Cambios
Los siguientes cambios a la entrada figuran en la lista del catálogo en línea de la ISO:
| Fecha real del cambio | Breve descripción del cambio |
| --------------------- | --- |
| 2020-11-24            | Corrección ortográfica para SI-065, SI-116, SI-169, SI-182, SI-204, SI-210; se borra el asterisco de SI-212; se actualiza la fuente de la lista |
| 2016-11-15            | Cambia la categoría de la subdivisión: de concejo a municipio; se añade el municipio SI-213                                                     |
| 2010-06-30            | Se actualizan la estructura administrativa, los idiomas y la fuente de la lista                                                                 |
| 2014-11-03            | Se añade 1 concejo: SI-212; se actualiza la fuente de la lista                                                                                  |

Los siguientes cambios de entradas han sido anunciados en los boletines de noticias emitidos por el ISO 3166/MA desde la primera publicación del ISO 3166-2 en 1998, cesando esta actividad informativa en 2013.
| Informe      | Fecha de emisión | Descripción del cambio reportado                                             | Cambio de código o subdivisión |
| ------------ | ---------------- | ---------------------------------------------------------------------------- | --- |
| Boletín II-2 | 2010-06-30       | Se actualizan la estructura administrativa, los idiomas y la lista de origen | Subdivisiones añadidas:SI-195 Apače SI-196 Cirkulane SI-207 Gorje SI-197 Kostanjevica na Krki SI-208 Log-Dragomer SI-198 Makole SI-199 Mokronog-Trebelno SI-200 Poljčane SI-209 Rečica ob Savinji SI-201 Renče-Vogrsko SI-202 Središče ob Dravi SI-203 Straža SI-204 Sveta Trojica v Slovenskih goricah SI-210 Sveti Jurij v Slovenskih goricah SI-205 Sveti Tomaž SI-211 Šentrupert SI-206 Šmarješke Toplice |
| Boletín I-7  | 2005-09-13       | Se añaden los nombres en idiomaf oficial language para algunos municipios    | |
| Boletín I-4  | 2002-12-10       | Reemplazo de regiones estadísticas con 193 municipios                        | Presentación de la subdivisión:12 regiones estadísticas (véase abajo) → 193 municipios |

### Códigos anteriores al Boletín I-4
| Código anterior | Nombre de la subdivisión |
| --------------- | ------------------------ |
| SI-07           | Dolenjska                |
| SI-09           | Gorenjska                |
| SI-11           | Goriška                  |
| SI-03           | Koroška                  |
| SI-10           | Notranjsko-kraška        |
| SI-12           | Obalno-kraška            |
| SI-08           | Osrednjeslovenska        |
| SI-02           | Podravska                |
| SI-01           | Pomurska                 |
| SI-04           | Savinjska                |
| SI-06           | Spodnjeposavska          |
| SI-05           | Zasavska                 |